# Ford Fairlane Crown Victoria
Ne doit pas être confondu avec Ford Crown Victoria.
Pour des articles plus généraux, voir Ford Fairlane et Ford 1955.

## Description

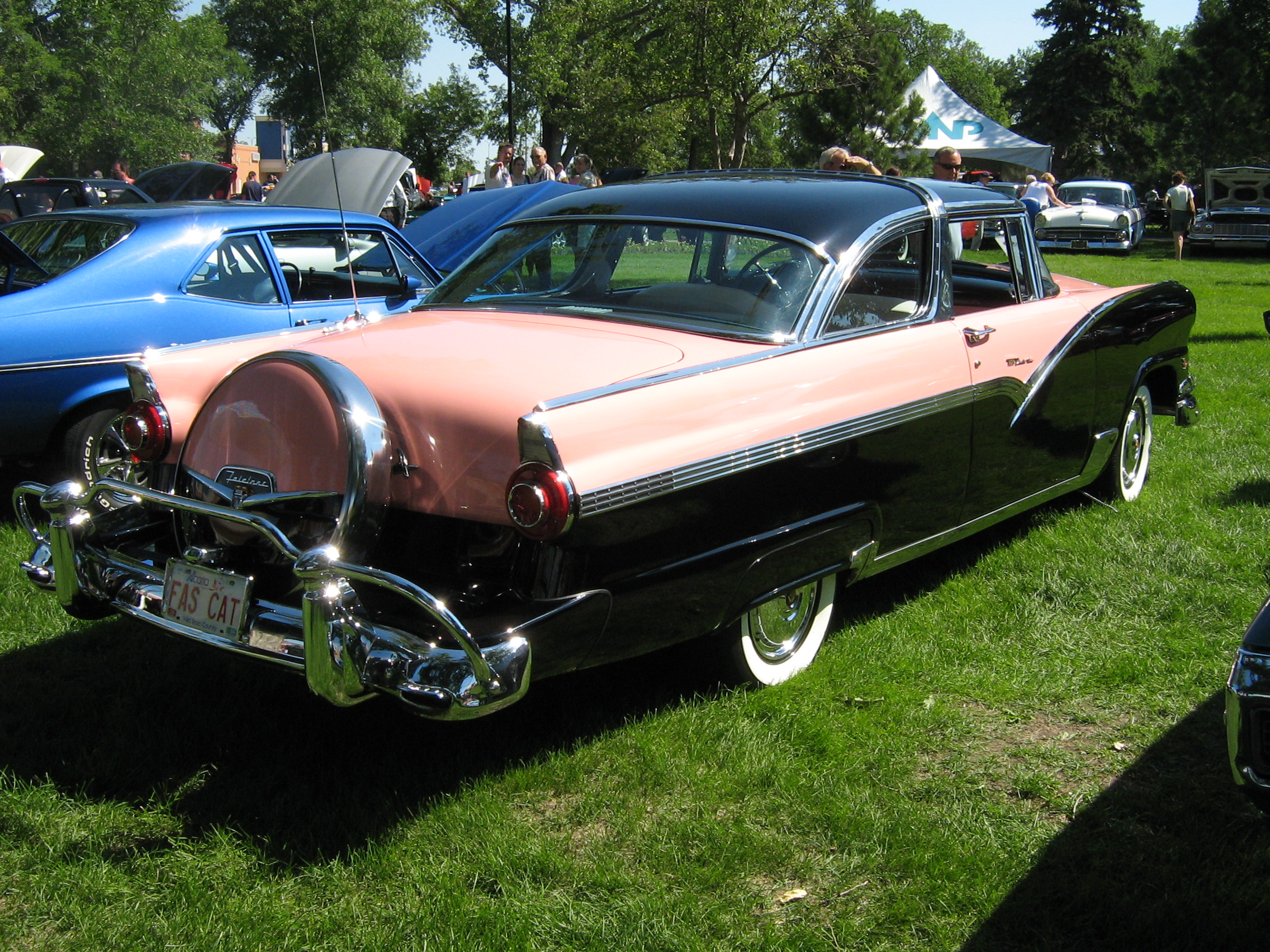
Ford Fairlane Crown Victoria coupé de 1956.

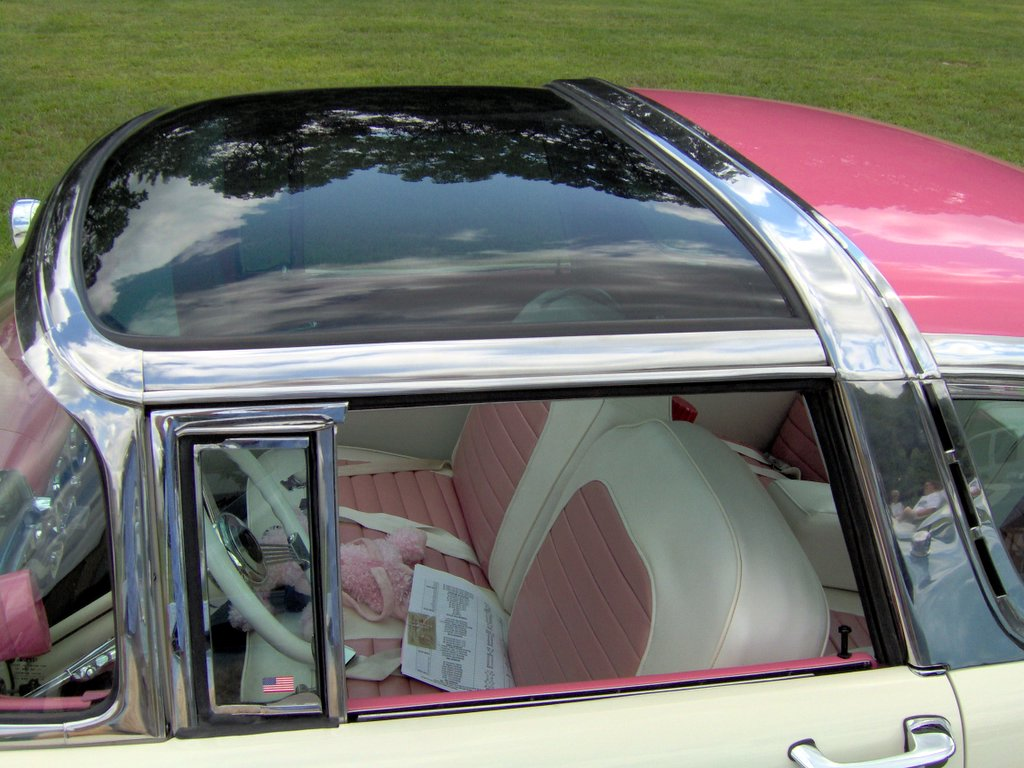
Panneau de verre acrylique teinté des Skyliner.

La première Crown Victoria, parue en 1955, était une berline deux portes quatre places (deux personnes à l'avant et deux à l'arrière). Elle a été construite pour concurrencer les Chevrolet Bel Air de la même période.
La Ford Fairlane Crown Victoria fait partie de la gamme des Ford Victoria qui désigne la version hardtop de Ford Crestline (1952-1954) et Ford Fairlane, produites de 1955 à 1977.
Toutefois, les Victoria 1955 et 1956 seront de véritables hardtop (2 puis 4 portes) sans pilier B entre les fenêtres tandis que les Crown Victoria y rajoutent un large pilier B en chrome se prolongeant par une bande épaisse enveloppant le toit.
La Skyliner, déjà expérimentée en 1954, revient en 1955-56 avec un toit transparent courant jusqu'à la bande de chrome. Bien que séduisant, ce modèle devenait inconfortablement chaud sous le soleil estival, même avec l'air conditionné disponible en option.
La production de ce modèle cessa un an après, en 1956, mais pendant ces deux années, deux versions furent fabriquées :
- Version coupé fabriquée en 1955 et 1956.
- Version Skyliner fabriquée en 1955 et 1956.

La Crown Vic pouvait avoir trois versions de moteurs différents :
- Moteur L6 (en ligne), 120 ch (89 kW), 3,7 L. Moteur nommé 223 CID par Ford.
- Moteur V8, 162 ch (121 kW), 4,5 L. Moteur nommé 272 CID par Ford.
- Moteur V8, 193 ch (144 kW), 4,8 L . Moteur nommé 292 CID par Ford.

Elle fut produite avec différentes couleurs et principalement en bicolore :
- Couleur principale : Blanc
- Couleur secondaire : Blanc ; Noir ; Rose ; Rouge orangé ; Rouge bordeaux ; Bleu clair ; Bleu foncé ; Bleu ciel ; Vert pale
- Une série limitée était de couleur Jaune et Noir. (Photos de la série limitée)

### Différences entre 1955 et 1956

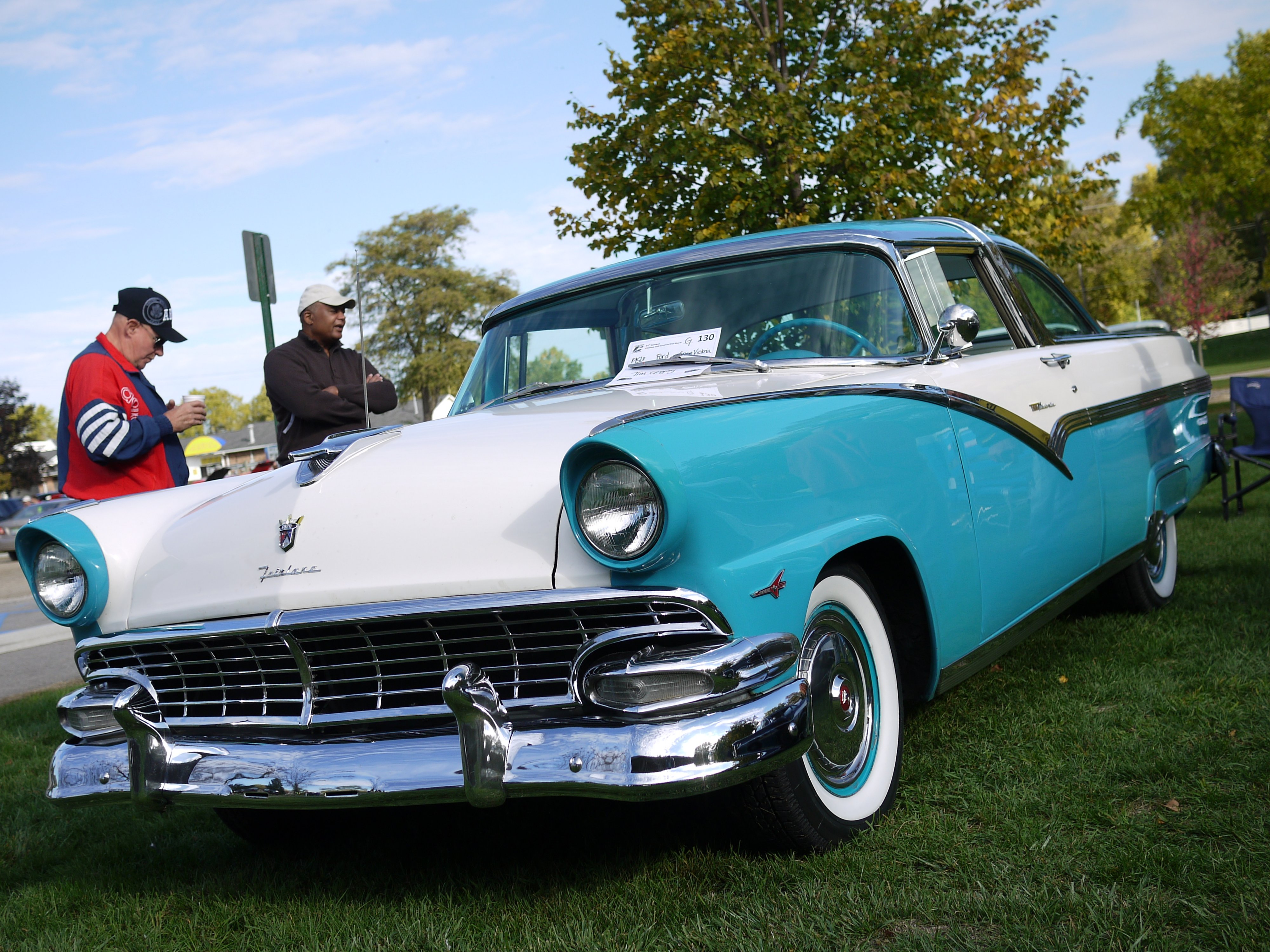
Ford Fairlane Crown Victoria (1956).

- Les clignotants avant, de forme ovale sur celle de 1956, sont intégrés au pare-chocs. Ceux de 1955 sont ronds et installés dans la calandre.
- Le logo du capot sera plus incrusté dans la version de 1956.
- Les grilles des calandres seront redessinées.

En 1956, Ford ajouta des sécurités, telles que des ceintures de sécurité, les loquets de porte pour éviter l'éjection des occupants en cas de collision, les pare-soleil et rétroviseur de sécurité pour réduire les éclats de verre s'ils sont brisés.

## Production
En 1955, 33 165 Fairlane Crown Victoria (ordinaires) et 1 999 Skyliner sont sorties d'usine, contre seulement 9 209 et 603 l'année suivante, les clients ayant peu goûté le toit transparent des Skyliner. À titre de comparaison, les Fairlane Club sedan (à la fois berlines et coupés classiques) se sont vendues à 173 311 exemplaires en 1955 et 142 629 en 1956 tandis que les coupés hardtop Victoria ont totalisé 113 372 exemplaires en 1955 et 64 241 (dont une moitié de Customline) l'année suivante. Les cabriolets Sunliner ont également fait un score légèrement meilleur à la même période.